# Brooke Nuneviller
Brooke Elizabeth Nuneviller (25 gennaio 2000) è una pallavolista statunitense, schiacciatrice delle Omaha Supernovas.

## Caratteristiche tecniche
Dopo aver iniziato la sua carriera nel ruolo di libero, cambia ruolo durante il primo anno di università, diventando una schiacciatrice.

## Carriera

### Club
La carriera di Brooke Nuneviller inizia nei tornei scolastici dell'Arizona, giocando con la Corona del Sol HS, mentre a livello di club gioca parallelamente per l'Aspire. Dopo il diploma fa parte della squadra universitaria della Oregon, partecipando alla NCAA Division I dal 2018 al 2022, raccogliendo qualche riconoscimento individuale.
Nel gennaio 2023 firma il suo primo contratto professionistico con le turche del Nilüfer, con cui è di scena nella seconda parte della Sultanlar Ligi. Torna poi in patria per partecipare all'Athletes Unlimited 2023, classificandosi al terzo posto, e alla Pro Volleyball Federation 2024, difendendo i colori delle Omaha Supernovas, con cui vince lo scudetto e viene inserita nella prima squadra All-PVF. Torna a disputare l'Athletes Unlimited anche nell'edizione 2024, facendo poi ritorno alle Omaha Supernovas per la Pro Volleyball Federation 2025, in cui viene premiata come miglior schiacciatrice e inserita nell'All-PVF First Team.

### Nazionale
Con la nazionale statunitense under 18 vince l'argento al campionato nordamericano 2016 e partecipa al campionato mondiale 2017, mentre con l'under 20 si aggiudica l'oro al campionato nordamericano 2018 ed è poi di scena al campionato mondiale 2019, giocando sempre nel ruolo di libero.
Nel 2023 fa il suo debutto nella nazionale statunitense in occasione della Volleyball Nations League, mettendo in seguito al collo la medaglia di bronzo alla Coppa panamericana e l'oro alla NORCECA Final Six.

## Palmarès

### Club
- PVF: 1

2024

### Nazionale (competizioni minori)
- Campionato nordamericano under 18 2016
- Campionato nordamericano under 20 2018
- Coppa panamericana 2023
- NORCECA Final Six 2023

### Premi individuali
- 2018 - NCAA Division I: Minneapolis Regional All-Tournament Team
- 2020 - All-America Second Team
- 2021 - All-America Second Team
- 2022 - All-America First Team
- 2022 - NCAA Division I: Louisville Regional All-Tournament Team
- 2024 - Pro Volleyball Federation: All-PVF First Team
- 2025 - Pro Volleyball Federation: Miglior schiacciatrice
- 2025 - Pro Volleyball Federation: All-PVF First Team